# 塔巴克斯魏爾湖

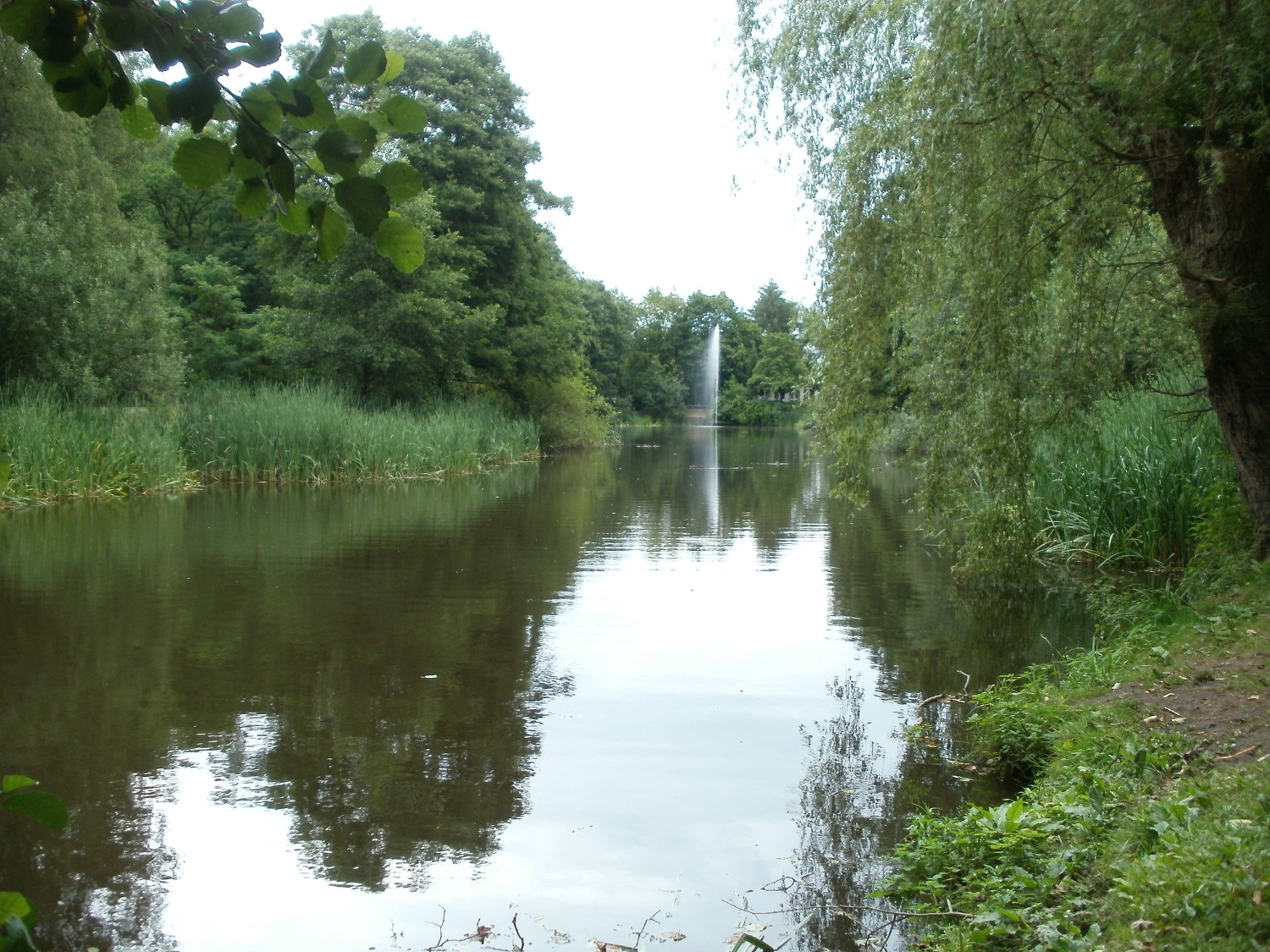

49°12′54.7″N 7°0′17.5″E / 49.215194°N 7.004861°E
塔巴克斯魏爾湖（德語：Tabaksweiher），是德國的湖泊，位於該國西南部，由薩爾蘭州負責管轄，處於薩爾布魯根，長0.2公里、寬0.05公里，面積0.02平方公里，海拔高度214米，湖岸線長度0.5公里。